# سديفة
سَدِيفة (الاسم العلمي Melania Lamarck)، جنس حيوانات مائية من الرخويات معديات الأرجل وفصيلة السديفيات. أنواعها المعروفة نحو 400 منتشرة في جميع أصقاع العالم. تعيش في المياه العذبة الراكدة القليلة الغور.